# Loren Woods
Loren Gerard Woods (St. Louis, Misuri, 21 de junio de 1978) es un exjugador de baloncesto estadounidense que jugó 18 temporadas como profesional, seis de ellas en la NBA. Con 2,16 metros de altura, jugaba en la posición de pívot.

## Trayectoria deportiva

### Universidad
Antes de ser universitario, en su etapa de High School llegó a disputar el McDonald's All-American, el partido que reúne a los mejores jugadores de instituto del año, tras promediar 21,1 puntos, 13,2 rebotes y 6,5 tapones por encuentro.
Tras pasar dos años con los Demon Deacons de la Universidad de Wake Forest, donde coincidiría con la futura estrella de la NBA Tim Duncan, y donde sus promedios no fueron demasiado llamativos (7,8 puntos y 6,1 rebotes por partido), pasó un año en blanco antes de incorporarse a la disciplina de los Wildcats de la Universidad de Arizona. Su primer año en el equipo de Lute Olson fue espectacular, promediando 15,6 puntos, 7,5 rebotes y 3,9 tapones por partido, pero su equipo no pudo pasar de la segunda ronda de la Fase Final de la NCAA.
Todo el mundo daba por hecho que entraría en el Draft de la NBA ese año, donde sonaba entre las cinco primeras posiciones del mismo, pero decidió cumplir su ciclo universitario con el afán de ganar el título de la NCAA junto a compañeros de la talla de Gilbert Arenas, Richard Jefferson, Luke Walton o Michael Wright, equipo que fue incontestablemente pronosticado como el gran favorito para la consecución del título. La temporada se desarrolló según lo previsto, llegando los Wildcats a la Final Four donde batirían sin demasiadas dificultades a Michigan State por 80-61. En la final se encontrarían con los Blue Devils de la Universidad de Duke, comandados por un gran Shane Battier en su último año como universitario. Woods hizo probablemente el mejor partido de su carrera, con 22 puntos, 11 rebotes y 4 tapones, pero no fue suficiente para doblegar a Battier, que consiguió 18 puntos, 11 rebotes y 6 asistencias, y acaparó a la postre todos los premios individuales. Junto a él, un gran equipo formado por gente como Jay Williams, Mike Dunleavy Jr., Carlos Boozer o Chris Duhon se hicieron con el título universitario, venciendo por 82-72, en el que sería el tercer título de la historia de Duke.
A nivel individual su temporada se puede decir que fue excelente, tras conseguir batir el récord de tapones de la historia de los Wildcats con 102, rebasando ampliamente la anterior marca de 84 que tenía Anthony Cook. Además consiguió el quinto triple-doble de la historia de su universidad, con 16 puntos, 10 rebotes y 14 tapones ante Oregon en 3 de febrero de 2000, tapones con los que igualaría la marca que hasta entonces compartían David Robinson, Shawn Bradley y Roy Rogers como máximos taponadores en un partido de la NCAA.
En el total de su trayectoria universitaria promedió 11,1 puntos, 6,5 rebotes, y 2,6 tapones por partido.

### Profesional
A pesar de que todos los pronósticos lo situaban entre las primeras elecciones del Draft de la NBA de 2001, extrañamente no fue seleccionado hasta el puesto 47 de la segunda ronda por unos Minnesota Timberwolves que estaban pagando todavía por el escándalo en el que se vieron involucrados Joe Smith y el presidente de operaciones de los T-Wolves, Kevin McHale, por un asunto de violación del límite salarial., que les dejó varios años sin poder elegir ningún jugador en primera ronda. Esto fue interpretado por muchos analistas como un guiño de los General Managers del resto de equipos hacia el de Minnesota. El jugador, que esperaba situarse mucho más arriba en el proceso de selección, no superó el mazazo que supuso verse en tales posiciones, y se notó en su rendimiento en cancha, ya que apenas jugó 8 minutos por partido, promediando 1,8 puntos y 2 rebotes por partido.
En su segunda temporada sus cifras subieron un poco, pero solamente llegó a participar en 38 partidos, jugando poco más de 9 minutos por encuentro, a pesar de salir en once de ellos de titular. Tras acabar contrato y convertirse en agente libre, fichó por Miami Heat. Allí en Florida tampoco llegó a destacar, anotando 3,2 puntos y cogiendo 3,5 rebotes por partido, en los 38 que disputó, por lo que los Heat lo incluyeron en el draft de expansión, siendo elegido por el nuevo equipo de Charlotte, los Bobcats. Sin embargo, el destino de Woods serían los Toronto Raptors, que buscaban un hombre alto de garantías. Permaneció en Canadá durante dos temporadas, pero sus cifras continuaron siendo muy bajas.
A comienzos de la temporada 2006-07 decide emprender la aventura europea, fichando por el Zalgiris Kaunas de la Liga Lituana, donde en su único año allí promedió 15 puntos, 11,4 rebotes y dos tapones, ganando el Campeonato de Liga. Al año siguiente, su destino sería Turquía, firmando por una temporada por el Efes Pilsen. Allí se convertiría en uno de los pilares del equipo, hasta que en marzo de 2008 fuese despedido junto a otros dos jugadores norteamericanos por negarse a viajar a Belgrado para jugar contra el Partizan.
Poco después, el 20 de marzo, consiguió volver a la NBA, firmando un contrato por diez días con Houston Rockets, donde más tarde fue cortado.

### Selección nacional
Woods integró el seleccionado universitario de los Estados Unidos que ganó la medalla de oro en la Universiada de 1997 desarrollada en Sicilia, Italia.
En 2013 disputó la Copa William Jones con la selección de baloncesto de Líbano.

## Estadísticas de su carrera en la NBA

### Temporada regular
| Año     | Equipo    | PJ  | PT | MPP  | %TC  | %3P  | %TL  | RPP | APP | ROB | TPP | PPP |
| ------- | --------- | --- | -- | ---- | ---- | ---- | ---- | --- | --- | --- | --- | --- |
| 2001–02 | Minnesota | 60  | 0  | 8.6  | .344 | .000 | .733 | 2.0 | .4  | .3  | .6  | 1.8 |
| 2002–03 | Minnesota | 38  | 11 | 9.3  | .382 | .333 | .778 | 2.5 | .5  | .3  | .3  | 2.1 |
| 2003–04 | Miami     | 38  | 2  | 13.3 | .458 | .000 | .600 | 3.5 | .3  | .3  | .5  | 3.2 |
| 2004–05 | Toronto   | 45  | 30 | 15.8 | .433 | .000 | .576 | 4.9 | .4  | .2  | .9  | 3.9 |
| 2005–06 | Toronto   | 27  | 4  | 12.0 | .475 | .000 | .429 | 4.1 | .1  | .3  | .9  | 2.3 |
| 2007–08 | Houston   | 7   | 0  | 2.4  | .600 | .000 | .000 | .1  | .3  | .0  | .0  | .9  |
| Total   |           | 215 | 47 | 11.3 | .419 | .143 | .642 | 3.2 | .3  | .3  | .6  | 2.6 |

### Playoffs
| Año     | Equipo    | PJ | PT | MPP | %TC   | %3P  | %TL  | RPP | APP | ROB | TPP | PPP |
| ------- | --------- | -- | -- | --- | ----- | ---- | ---- | --- | --- | --- | --- | --- |
| 2002–03 | Minnesota | 2  | 0  | 1.0 | .333  | .000 | .000 | .5  | .0  | .0  | .0  | 1.0 |
| 2003–04 | Miami     | 1  | 0  | 2.0 | .000  | .000 | .000 | .0  | .0  | .0  | .0  | .0  |
| 2007–08 | Houston   | 1  | 0  | 1.0 | 1.000 | .000 | .000 | 1.0 | .0  | .0  | .0  | 2.0 |
| Total   |           | 4  | 0  | 1.3 | .500  | .000 | .000 | .5  | .0  | .0  | .0  | 1.0 |

## Vida personal
Woods actuó en la película Spirited de 2022, interpretando a un fantasma.